# Episodi di Major Lazer
La prima stagione della serie televisiva Major Lazer, composta da 11 episodi, è andata in onda sul canale televisivo FXX, dal 16 aprile al 25 giugno 2015.
In Italia la stagione è inedita.
| n° | Codice di produzione | Titolo originale            | Titolo italiano | Prima TV USA   | Prima TV Italia |
| -- | -------------------- | --------------------------- | --------------- | -------------- | --------------- |
| 1  | 105                  | Bad Seed                    |                 | 16 aprile 2015 |                 |
| 2  | 102                  | Escape from Rave Island     |                 | 23 aprile 2015 |                 |
| 3  | 106                  | Treble in Paradise          |                 | 30 aprile 2015 |                 |
| 4  | 101                  | Double Cup                  |                 | 7 maggio 2015  |                 |
| 5  | 103                  | Vampire Weekend             |                 | 14 maggio 2015 |                 |
| 6  | TBA                  | The Legend of Spooky Dookie |                 | 21 maggio 2015 |                 |
| 7  | TBA                  | I'm Gonna Git You Suckoid   |                 | 28 maggio 2015 |                 |
| 8  | TBA                  | I, Killscreen               |                 | 4 giugno 2015  |                 |
| 9  | TBA                  | Fizzy Fever                 |                 | 12 giugno 2015 |                 |
| 10 | TBA                  | K-Pop!!                     |                 | 18 giugno 2015 |                 |
| 11 | TBA                  | Throwback Thursdays         |                 | 25 giugno 2015 |                 |